# Hawker Hawfinch
L'Hawker Hawfinch fu un aereo da caccia monoposto, monomotore e biplano sviluppato dall'azienda aeronautica britannica Hawker Aircraft negli anni venti e rimasto allo stadio di prototipo.
Progettato per rispondere a una specifica emessa dall'Air Ministry britannico, ad una valutazione comparativa non riuscì a superare i concorrenti e il suo sviluppo venne sospeso.

## Storia del progetto
L'Hawfinch fu progettato nel 1925 come potenziale sostituto dei caccia Armstrong Whitworth Siskin e Gloster Gamecock e, successivamente con la pubblicazione della direttiva F9/26 dell'Air Ministry, partecipò alla gara statale per la scelta di un nuovo caccia diurno/notturno. Furono presentati progetti di nove nuovi aerei, cinque dei quali vennero costruiti; l'Hawfinch volò la prima volta nel Marzo del 1927. Tra le nove proposte i migliori velivoli furono considerati il Bristol Bulldog e l'Hawfinch e vennero quindi destinati a test più impegnativi ed approfonditi. Alla fine delle prove venne scelto il Bulldog, a causa della sua velocità leggermente più elevata e per la più facile manutenzione. Successivamente il velivolo venne utilizzato per fini sperimentali e furono testati una nuova conformazione alare e dei galleggianti gemelli posti nel carrello.

## Tecnica
L'Hawfinch era un biplano con ali sfasate, con telaio realizzato secondo un brevetto della Hawker utilizzante tubi di metallici e ganasce, il tutto ricoperto con tela. Fu il primo aereo sviluppato dalla Hawker con telaio interamente metallico. Inizialmente come propulsore si scelse un Bristol Jupiter IV, subito sostituito dal più potente Jupiter VII per migliorare le prestazioni. Le mitragliatrici Vickers erano sincronizzate e quindi sparavano attraverso l'elica.

### Pubblicazioni
- (EN) Alex Crawford, Bristol Bulldog & Gloster Gauntlet, in Mushroom Model Magazine, #6166, London, Mushroom Model Publications, 2005.